# ピエール・ベルジェ
ピエール・ヴィタル・ジョルジュ・ベルジェ（Pierre Vital Georges Bergé、[pjɛʁ vital ʒɔʁʒ bɛʁʒe]、1930年11月14日 - 2017年9月8日）は、フランスの実業家である。服飾デザイナー・イヴ・サン＝ローランの長期にわたるビジネスパートナーであり、同名の服飾ブランド「イヴ・サンローラン」を共同で設立した。イヴ・サン＝ローランとは、一時は私的にもパートナーだった。

## 若年期と教育
ベルジェは1930年11月14日にポワトゥー＝シャラント地域圏シャラント＝マリティーム県のオレロン島にあるサン＝ピエール＝ドレロンで生まれた。母クリスティーヌは、モンテッソーリ教育を採用する進歩的な教師だった。父は税務署職員だった。ラ・ロシェルのエウジェン・フロメンタン高校に通った後、パリに移った。パリに到着した日、ベルジェがシャンゼリゼ通りを歩いていたところ、詩人のジャック・プレヴェールがアパートの窓からベルジェのすぐそばに落ちたということがあった。
ラ・ロシェルにいた18歳の時、私は家族から離れる決意をした。パリに着いた日、私がシャンゼリゼ通りを歩いていると、突然フランス窓から男が飛び出してくるのが見えた。男は空中を落ち、商店の看板を掴んで、私の足元に倒れ込んだ。彼は大量に出血していた。救急車が到着し、彼はマルモッタン病院に運ばれた。翌日、新聞でそれがジャック・プレヴェールだったことを知った。私がパリに到着した日に詩人が頭上に落ちてきたのは、何かの予兆だったのだろうと常に思っていた。—ピエール・ベルジェ

## キャリア
パリで暮らし始めた若い頃、ベルジェは左翼組織に関与し、左派雑誌の編集にも携わったが、この雑誌は短命に終わった。その中で、アルベール・カミュやジャン＝ポール・サルトルと出会った。
ベルジェは若い頃の画家ベルナール・ビュフェと出会って私的なパートナーとなり、その活動を支援した。
2010年11月2日、ベルジェはマチュー・ピガッセ、グザビエ・ニールと共にフランスの大手新聞『ル・モンド』の株式を取得した。

### イヴ・サンローラン
ベルジェは1958年にイヴ・サン＝ローランと出会い、恋愛関係となった。2人は1961年にオートクチュールメゾン「イヴ・サンローラン」を共同で設立した。2人の恋愛関係は1976年に終了したが、それ以降も生涯にわたり友人兼ビジネスパートナーとしての関係を続けた。
1992年、イヴ・サン＝ローラン社が業績不振の報告書を発表する直前にベルジェは株式を売却した。1996年、この取引がインサイダー取引と認定され、100万フランの罰金を科せられた。
ベルジェは、2002年のイヴ・サン＝ローラン引退に伴いオートクチュールラインが閉鎖されるまで、イヴ・サンローラン・オートクチュールのCEOを務めた。ベルジェはサンローラン・クチュールの評判と遺産を守り、投資を続け、「イヴ・サンローランのDean（長老、首席司祭）」と呼ばれていた。
オートクチュールラインの閉鎖後、ベルジェはピエール・ベルジェ＝イヴ・サンローラン財団の会長に就任した。

## 私生活

### 人間関係
ベルジェは1950年から1950年まで画家ベルナール・ビュフェと同棲していた。1958年、ベルジェがイヴ・サン＝ローランと付き合い始めたため、ビュフェとの関係は決裂した。
1960年代には、イヴ・サンローランのモデルを務めていたヴィクトワール・ドゥトルロウと3年間にわたり断続的に交際していた。このとき、ドゥトルロウはサン＝ローランとも交際しており、ベルジェとサン＝ローランもまだ恋愛関係にあったため、三人婚(ménage à trois)の状態にあった。
前述のように、ベルジェは1958年からイヴ・サン＝ローランと付き合い始め、1976年に恋愛関係を解消したが、その後も生涯にわたり友人兼ビジネスパートナーとしての関係を継続した。『ニューヨーク・タイムズ』紙によれば、2008年にサン＝ローランが死去する数日前、ベルジェとサン＝ローランは、フランスにおける同性間のシビル・ユニオンである民事連帯契約(PACS)を結んだ。サン＝ローランが脳腫瘍と診断されたとき、ベルジェと医師は相談して、死期が近いことをサン＝ローランには知らせないと決断した。ベルジェは、「イヴにはそれを受け入れる強さはないと思う」と述べた。ベルジェはサン＝ローランの追悼式の弔辞で「あなたの名前で発表した最初のコレクションと、その終わりに流した涙を今でも覚えています。あれから年月が経ちました。ああ、なんと早いことか。破局は避けられませんでしたが、愛は決して止まりませんでした」と述べた。2010年、ベルジェは"Lettres à Yves"（イヴへの手紙）を刊行した。
2017年3月31日、ベルジェはパリで、ランドスケープアーキテクトのマディソン・コックスと結婚した。

### 政治姿勢

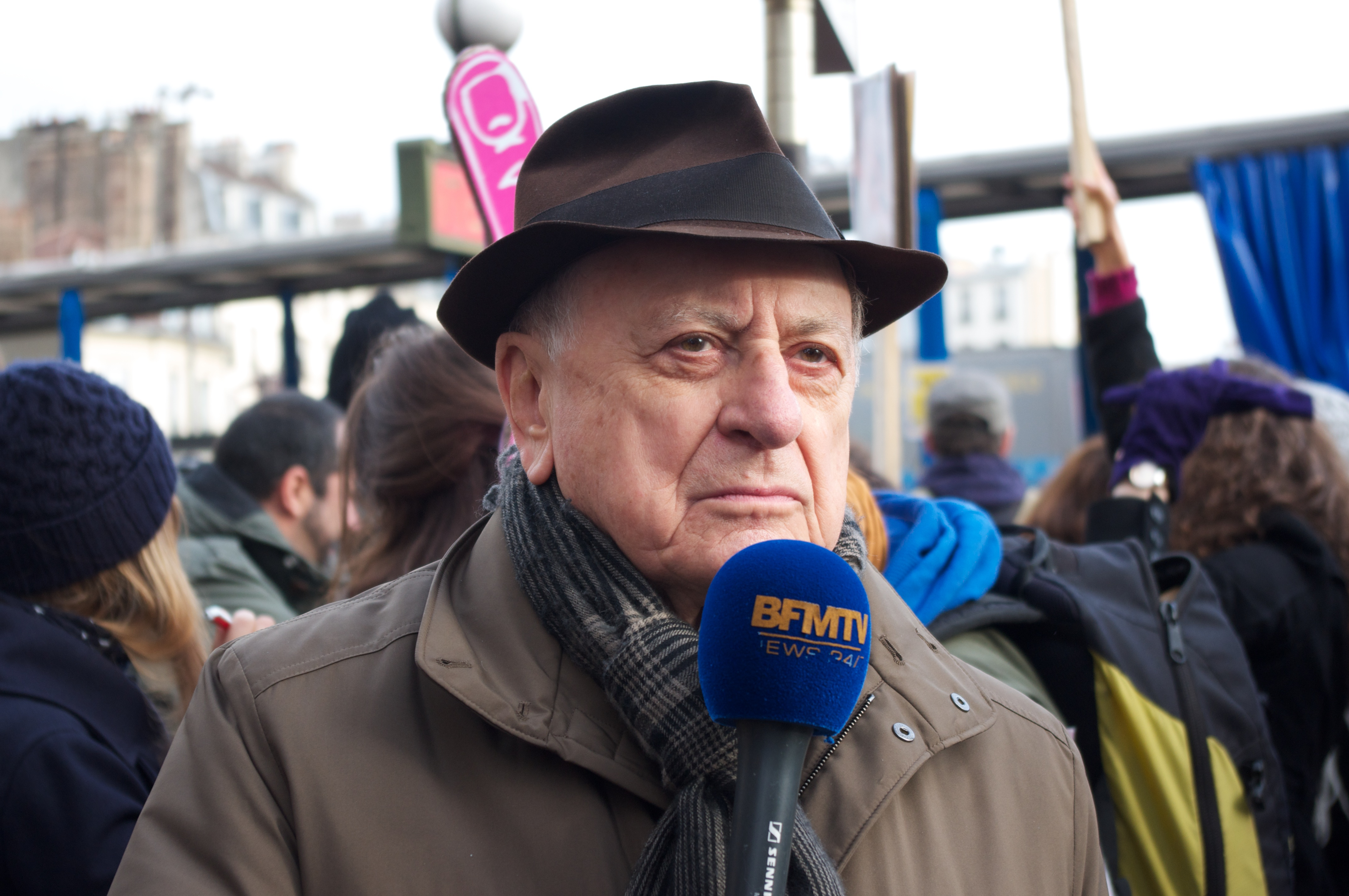
2012年の婚姻平等集会に参加するベルジェ

ベルジェは社会自由主義者であり政治的に保守派であるとみなされている。。1970年代にはヴァレリー・ジスカール・デスタンに投票していた。
1988年にベルジェが創刊した雑誌『グローブ』は、同年の大統領選挙で候補者だったフランソワ・ミッテラン元大統領を支持し、ベルジェはミッテランの全ての選挙集会に参加した。ただし、1981年の大統領選挙では、ベルジェはミッテランに投票していなかった。
自らも同性愛者であるベルジェは同性愛者の権利の支持者であり、エイズ対策組織「ACT UP」を支援し、ゲイ雑誌『テトゥ』を買収した。ゲイ専門チャンネルである「ピンクTV」にも出資していたが、後に撤退した。1994年、リネ・ルノーとともにエイズ予防啓発活動「Sidaction」の設立に関与し、1996年から死去までは会長を務めた。
2007年の大統領選挙でベルジェはセゴレーヌ・ロワイヤルを支持した。より一般的な言い方をすれば、ベルジェはロワイヤルのスポンサーとみなされていた。例えば、2008年末にロワイヤルが社会党第一書記（党首）を退任してから2011年3月まで、ロワイヤルの事務所の賃料はベルジェが支払っていた。

### 慈善活動と文化的関心
ベルジェはフランソワ・ミッテラン研究所友の会の会長を務めた。1993年には、自らが創刊し1992年に廃刊となっていた雑誌『グローブ』の後継である『グローブ・エブド』(Globe Hebdo)の創刊に協力した。
ベルジェはオペラの熱心な愛好家であり、支援者でもあった。1988年8月には、ミッテラン大統領からオペラ・バスティーユ（新オペラ座）の館長に任命された。1994年にこの職を辞した後、パリ国立オペラの名誉会長となった。また、19世紀と20世紀の音楽に関する広範なコレクションを所蔵する非営利資料館であるマーラー音楽資料館の館長を務めた。その他、ジャン・コクトーの全作品の知的財産を独占所有するジャン・コクトー委員会の会長も務めた。
ベルジェはユネスコの活動も支援した。1992年7月、ベルジェはユネスコ親善大使に任命された。
ベルジェはモロッコのマラケシュに、モロッコ各地から集められたベルベル人の遺物を収蔵するベルベル博物館を設立した。

### 論争
ベルジェは、フランスのテレソンについて、寄付金をすぐに使わずに不動産投資を行っていると主張し、「フランスの人々の善意をポピュリズム的な手法で搾取している」と非難した。フランスのテレソンを主催するフランス・ミオパチー協会(AFM)は、ベルジェの主張を否定した。ベルジェが同様の主張を繰り返し行ったことから、AFMは2010年2月に名誉棄損でベルジェを提訴した。2013年6月28日、第17パリ刑事裁判所は、ベルジェに罰金1700ユーロを科した。
2013年3月16日、ベルジェはTwitterで、「"#laManifPourTous"のせいでシャンゼリゼ通りで爆弾が爆発しても、私は泣かない」というメッセージをリツイートした。ベルジェがこのメッセージをリツイートしたことは大きな反発を招き、名指しで批判されたLa Manif pour tousは、これはテロを扇動するものだと非難した。同年6月21日、ベルジェは出演したテレビ番組『ル・プティ・ジュルナル』においてこのメッセージに触れ、自分は「非暴力」であると主張した。
同性婚に関する議論において、ベルジェは代理母出産を支持し、「子供のために子宮を貸すのは、工場で働くために腕を貸すのと何が違うのか?」と発言して、同性婚支持者からも激しい非難を受けた。
2013年9月26日、ベルジェはフランスにおける全てのキリスト教の祝日の廃止に賛成すると述べた。
2016年3月、ベルジェはフランスのラジオ局ウループ1のインタビューで、モデストファッションについて次のように述べた。「私は憤慨した。クリエイターはイスラムファッションに一切関わるべきではない。デザイナーは女性を美しくし、自由を与えるために存在する。女性を隠蔽し、隠れて生活させるという忌まわしい行為を強要するこの独裁体制と協力するためではない。ある意味では彼らは共犯者であり、すべては金のためである。金よりも原則が優先されるべきだ」

### 美術コレクション
ベルジェはサン＝ローランと共同で美術コレクションを有していたが、サン＝ローランの死後の2009年2月にベルジェによって売却された。その中には、アロー戦争中に北京の円明園から略奪されたとされる十二生肖獣首銅像の頭部のうちの鼠と兔の2点が含まれていた。中華人民共和国政府は返還を要求したが、ベルジェはこれを拒否し、「彼らが人権を尊重し、チベット人に自由を与え、ダライ・ラマを自国領土に受け入れることを宣言しさえすれば、私はこれらを即時に返還する」と述べた。ベルジェ自身が「政治的脅迫」と認めるこの発言は、中国国内で批判を受けた。オークションでは、中国の実業家・美術品収集家で中国海外遺失文化遺産救出特別基金の顧問の蔡銘超が落札した上で「道義的・愛国的背景」を理由に代金の支払いを拒否したため、ベルジェが保有を続けることとなった。2013年6月29日、イヴ・サンローランのブランドを買収したケリングのCEOフランソワ・アンリ・ピノーがベルジェと交渉して譲渡を受け、2点を北京の中国国家博物館に引き渡した。

### 闘病と死去
2009年11月、ベルジェはミオパチーを患っていることを発表した。
ベルジェは2017年9月8日、ミオパチーによりブーシュ＝デュ＝ローヌ県サン＝レミ＝ド＝プロヴァンスで死去した。86歳だった。

## 栄誉
ベルジェはオラニエ＝ナッサウ勲章オフィシエ、国家功労勲章オフィシエ、芸術文化勲章コマンドゥール、レジオンドヌール勲章コマンドゥールを受章している。

## 大衆文化において
2010年のドキュメンタリー映画『イヴ・サンローラン』にはベルジェ本人が登場し、ナレーションも行っている。
2014年にはイヴ・サン＝ローランの伝記映画が2作公開された。ジャリル・レスペール監督、ピエール・ニネ主演の映画『イヴ・サンローラン』ではギヨーム・ガリエンヌが、ベルトラン・ボネロ監督、ギャスパー・ウリエル主演の映画『SAINT LAURENT/サンローラン』ではジェレミー・レニエがベルジェの役を演じた。前者には、ベルジェが会長を務めるピエール・ベルジェ＝イヴ・サンローラン財団が全面的に協力し、所蔵するサン＝ローランの衣装や各種の素材を撮影のために提供した。